# Liste der Bodendenkmäler in Kirchhundem
Die Liste der Bodendenkmäler in Kirchhundem enthält die denkmalgeschützten unterirdischen baulichen Anlagen, Reste oberirdischer baulicher Anlagen, Zeugnisse tierischen und pflanzlichen Lebens und paläontologischen Reste auf dem Gebiet der Gemeinde Kirchhundem im Kreis Olpe in Nordrhein-Westfalen (Stand: Oktober 2020). Diese Bodendenkmäler sind in Teil B der Denkmalliste der Gemeinde Kirchhundem eingetragen; Grundlage für die Aufnahme ist das Denkmalschutzgesetz Nordrhein-Westfalen (DSchG NRW).
| Bild | Bezeichnung                                                      | Lage                           | Beschreibung | Bauzeit | Eingetragen seit | Denkmal- nummer |
| ---- | ---------------------------------------------------------------- | ------------------------------ | ------------ | ------- | ---------------- | --------------- |
|      | Reste einer Befestigungsanlage                                   | Emlinghausen Weg zum Kohlhagen |              |         | 16.09.1985       | B 1             |
|      | Burgreste                                                        | Rüspe Nähe Hubertuskapelle     |              |         | 16.09.1985       | B 2             |
|      | Reststück „Alter Kriegerweg“                                     | Würdinghausen Albaumer Str. 64 |              |         | 13.03.1987       | B 3             |
|      | 3 Schanzen und Wall                                              | bei Welschen Ennest            |              |         | 10.09.1991       | B 4             |
|      | Topografischer Punkt                                             | auf dem Steinbrink             |              |         | 11.08.1989       | B 5             |
|      | Hohlwegbündel                                                    | bei Kruberg                    |              |         | 30.08.1993       | B 6             |
|      | Stollenmundloch der Grube Moses                                  | bei Kruberg                    |              |         | 31.05.1995       | B 7             |
|      | Hohlwege                                                         | bei Welschen Ennest            |              |         | 10.09.1991       | B 8             |
|      | Hohlwegreste des Kriegerweges am Krähenpfuhl                     | bei Flape                      |              |         | 24.10.1995       | B 9             |
|      | Landwehr                                                         | bei Heinsberg                  |              |         | 16.05.1995       | B 10            |
|      | Hohlwege nördlich von Müsen am Weg nach Silberg und Brachthausen | bei Silberg                    |              |         | 04.12.1998       | B 11            |
|      | Sperrwälle bei Marmecke                                          | bei Marmecke                   |              |         | 16.11.1999       | B 12            |